# Podcetin
 Podcetin   falu Horvátországban Károlyváros megyében. Közigazgatásilag Cetingradhoz tartozik.

## Fekvése
Károlyvárostól 42 km-re délkeletre, községközpontjától 3 km-re délre, a Kordun területén fekszik.

## Története
A településnek 1857-ben 154, 1910-ben 267 lakosa volt. Trianonig Modrus-Fiume vármegye Szluini járásához tartozott. 2011-ben 41 lakosa volt.

## Lakosság
| Lakosság változása | Lakosság változása | Lakosság változása | Lakosság változása | Lakosság változása | Lakosság változása | Lakosság változása | Lakosság változása | Lakosság változása | Lakosság változása | Lakosság változása | Lakosság változása | Lakosság változása | Lakosság változása | Lakosság változása | Lakosság változása |
| ------------------ | ------------------ | ------------------ | ------------------ | ------------------ | ------------------ | ------------------ | ------------------ | ------------------ | ------------------ | ------------------ | ------------------ | ------------------ | ------------------ | ------------------ | ------------------ |
| 1857               | 1869               | 1880               | 1890               | 1900               | 1910               | 1921               | 1931               | 1948               | 1953               | 1961               | 1971               | 1981               | 1991               | 2001               | 2011               |
| 154                | 178                | 149                | 147                | 316                | 267                | 275                | 297                | 277                | 253                | 217                | 222                | 0                  | 0                  | 69                 | 41                 |

## Nevezetességei
Cetin várának romjai a település központjában emelkedő magaslaton állnak. A vár szinte teljes egészében török építmény, melynek  legépebben fennmaradt része a Drendzsulának nevezett központi torony, melynek formáját a középkori lakótorony átépítésével alakították ki. A torony körül egykor lakóházak álltak, ám ezekből mára semmi nem maradt. Az egykori védőfalak és sokszögletű bástyák falai sok helyen ma is emeletnyi magasságban állnak. 